# アーチボルド・メンジーズ

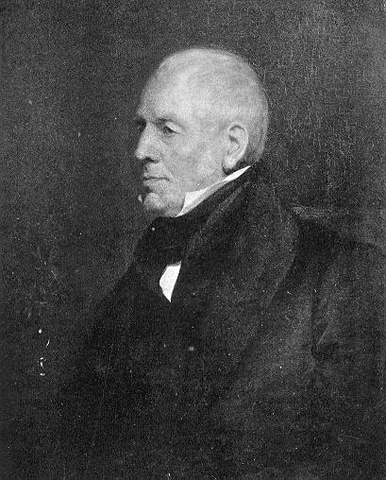
アーチボルド・メンジーズ

アーチボルド・メンジーズ（Archibald Menzies、1754年3月15日 - 1842年2月15日）は、スコットランドの軍医、植物学者、博物学者である。

## 生涯
パースシャーのEaster Stixに生まれた。兄のウィリアムと王立植物園（キューガーデン）で働いた時に、エディンバラ大学の植物学者、ジョン・ホープに見出され、医学を学ぶことになった。外科医の資格を得て、医師の助手をした後、船医助手として海軍の軍艦に乗船し、アメリカ独立戦争のセインツの海戦に参加した後、カナダのハリファックスで勤務した。
1786年に毛皮貿易のためのホーン岬を経由しての北太平洋への航海をおこなった商船の船医に起用され、北アメリカ、中国、ハワイを航海し多くの植物を収集した。1789年に帰国し、1790年にロンドン・リンネ協会のフェローに選ばれた。
1790年にジョージ・バンクーバー船長のディスカバリー号による世界一周航海に博物学者として任命され、1791年から1795年の間、行われたの世界一周探検航海に参加した。1794年に、3度目の冬をハワイで過ごす間に、ジョセフ・ベーカーらとマウナ・ロア山の山頂のモクアウェオウェオに記録に残る最初の登頂をおこなった。メンジーズは携帯用の圧力計を用いて、山の標高を測定した。
1795年にはチリの総督との食事にデザートとして出された、チリマツ（Araucaria araucana）の実を、船上で育ててイギリスに持ち帰った。
航海の終了後、西インド諸島で勤務した。1799年にアバディーン大学で学位を得た。退役後、ロンドンで医師として働き、ロンドン・リンネ協会の運営に貢献した。ロンドンで没した。
ツツジ科のヨウラクツツジ属の学名Menziesiaや、マツ科の種、ベイマツ（Pseudotsuga menziesii）に献名されている。ツツジ科イチゴノキ属の種の学名Arbutus menziesiiにも献名されている。マウナ・ロア山の登山道、"Ainapo Trail"はメンジーズらが登った道で、"Menzies Trail"とも呼ばれる。